# Villa-convento di Carmignanello
La villa-convento di Carmignanello si trova in via Carmignanello a Sesto Fiorentino (FI).

## Storia e descrizione
La villa è posta in prossimità dell'inizio della valletta del torrente Zambra che scaturisce poco al di sopra dell'impianto dell'edificio.
Inserita nel paesaggio collinare ed in posizione dominante, essa costituisce parte del piccolo insediamento territoriale di Carmignanello, insieme all'antica chiesa di San Bartolomeo e alla casa colonica che conserva resti d'una struttura a torre di età medievale.
Edificio signorile di campagna appartenuta alla famiglia Buoninsegni, nel 1609 passò in proprietà alla comunità ecclesiastica di Santa Maria Novella. Fra il 1610 ed il 1620 i frati Domenicani trasformarono la residenza in monastero.
La ristrutturazione venne commissionata all'architetto fiorentino Matteo Nigetti, fu eseguita in gran parte ma non completata. Costruita creando piani artificiali che regolarizzano i terreni della costa collinare, la villa si appoggia su un terrazzamento, vasto e tenuto a prato, su cui si aprono gli accessi ai locali seminterrati, alle cucine ed alle cantine; al piano superiore si estende la parte residenziale, intorno al cortile circondato su tre lati da un doppio ordine di logge.

## Fonti
- Sito della Regione Toscana da cui è tratta la versione originale della voce in licenza GFDL (vedi autorizzazione).